# ريتشارد ياربوروف
ريتشارد ياربوروف (بالإنجليزية: Richard Yarborough)‏ هو صحفي أمريكي، ولد في 1951.

## وصلات خارجية
- الموقع الرسمي